# Valkeakoski (fors)
Valkeakoski är en fors i Finland, på gränsen till Sverige. Den ligger i Pello i den norra delen av landet, 700 km norr om huvudstaden Helsingfors. Valkeakoski ligger 59 meter över havet.
Terrängen runt Valkeakoski är huvudsakligen platt. Valkeakoski ligger nere i en dal. Runt Valkeakoski är det mycket glesbefolkat, med 2 invånare per kvadratkilometer. Närmaste större samhälle är Pello, 4,4 km nordost om Valkeakoski. 